# Božena Kraljeva
Božena Kraljeva (Božena Kralj)(Zagreb, 11. prosinca 1904. – Zagreb, 12. srpnja 1989.) je bila hrvatska filmska, kazališna i televizijska glumica.

## Životopis

### Rani život
Rođena je u Zagrebu, 11. prosinca 1904. godine. S nepunih 17 godina zaposlila se kao činovnica u veletrgovini cipela i strojnog remenja "Frković i drug". Kako je bila lijepa i pristala, osjećala je potrebu za nečim što će je više ispunjavati. Upisala se zato u prvu filmsku, a zatim glumačku školu. Poslije odigrane uloge Berthe u Strindbergovom "Ocu", uprava HNK-a ocijenila je iznimnom njenu darovitost pa ju je angažirala kao glumicu. 

### Karijera
U četiri desetljeća, Božena Kraljeva je na toj pozornici ostvarila golem broj uloga, psihološki duboko izrađene likove mladih heroina, komičnih i tragičnih žena, ljubavnica i starica. Bila je Julija, Ofelia i Desdemona, Andromaha i Kassandra, Lucićeva "Robinja", Dama s kamelijama. Poslije izvedbe Ane Karenjine, veliki kazališni znalac Marijan Matković zapisao je kako je u svojoj patnji, lutanju i traženju bila ozarena onom specifičnom Tolstojevskom čovječnošću. Kraljeva je nastupala i na radiju i televiziji. U životopis te velike umjetnice upisano je i to da je predavala glumu na Dramskoj akademiji u Zagrebu od 1955. do 1960. Nakon umirovljenja povremeno je glumila u manjim kazalištima (Teatar u gostima ), a njezina profinjena dikcija i suptilan scenski nastup i tada su izazivali divljenje publike. 
Božena Kraljeva jedinstvena je glumačka osobnost u povijesti hrvatskog glumišta. Bila je istančana i odmjerena u gestikulaciji, osvajala je suptilnom scenskom pojavom i profinjenim govorom. 

### Smrt
Umrla je u Zagrebu, 12. srpnja 1989. u dobi od 85 godina.Ispraćena je na zagrebačkom groblju Mirogoju, a nadahnute riječi oproštaja uputio joj je glumac Zlatko Vitez.

## Filmografija

### Televizijske uloge
- "Nepokoreni grad" kao susjeda koja sluša radio London (1982.)
- "Ima nade za nomade" (1976.)
- "Veliki i mali" kao bakica (1973.)
- "Sumorna jesen" kao stara gospođica (1969.)
- "Dileme" kao žena (1966.)
- "Stoljetna eskadra" (1961.)

### Filmske uloge
- "Usporeno kretanje" (1979.)
- "Pred odlazak" (1978.)
- "Društvo za iznenadne radosti" (1978.)
- "Bombaški proces" (1977.)
- "Slučaj maturanta Wagnera" (1976.)
- "Bog igre" (1975.)
- "Lift za Karmelu" (1970.)
- "Ljubav i poneka psovka" (1969.)
- "Čamac za kron-princa" (1969.)
- "Posljednji Stipančići" (1968.)
- "Prijetnja" (1968.)
- "Lorenzaccio" (1966.)
- "Priča o dva kamena" (1966.)
- "Kat" (1966.)
- "Oluja na ulici" (1965.)
- "Ratna noć u muzeju Prado" (1965.)
- "Propali dvori" (1964.)
- "Čuvaj se senjske ruke" kao starica (1964.)
- "Nokturno u Grand hotelu" (1964.)
- "Doktor Knok" (1964.)
- "Patent 102" (1963.)
- "Proljetne vode" (1962.)
- "Povratak Don Zuana" (1961.)
- "Pustolov pred vratima" kao medicinska sestra (1961.)
- "Siva bilježnica" (1961.)
- "Pokojnik" (1961.)
- "Na taraci" kao Mara (1960.)
- "Susedi" (1959.)
- "Strast za pustolovinom" (1922.)

## Nagrade i priznanja
Nagrada Vladimir Nazor za životno djelo 1970. godine.

## Vanjske poveznice
- Božena Kraljeva u internetskoj bazi filmova IMDb-u (engl.)
- Božena Kralj u internetskoj bazi filmova IMDb-u (engl.)